# Яп
Яп (на английски: Yap; на япски: Waqab) е остров от Каролинските острови и щат на Микронезия. Столица на щата е град Колония.
Населението му към 2010 г. е около 11 000 души. Основа на съвременната икономика на острова са туризмът, риболовът и отглеждането на някои култури. Яп разполага с международно летище.

## География
Теренът е съставен от хълмисти възвишения с гъста растителност. Мангрови блата покриват по-голямата част от бреговата линия, макар да има плажове в северната част на острова. Без да счита рифовия район, Яп е приблизително 24 km дълъг и 5 – 10 km широк. Най-високата точка е 178 метра над морското равнище.

## Местна култура
Народът яп има туземна култура и традиции, които са здрави, в сравнение с тези на другите щати на Микронезия.
Щатът е известен и с огромните си каменни пари – камъните Раи. Това са плоски дискове от варовик с голямо отверстие в средата. Някои са достатъчно малки, за да ги повдигне дете, но други са така огромни, че и най-едрите мъже пред тях изглеждат като джуджета. Древните островитяни са издялали тези каменни пари от пясъчник, добиван на остров Палау и ги докарали на своя остров по море. Те са били собственост на островната аристокрация, използващи ги главно за ритуални цели. За ежедневни разплащания хората ползвали морски раковини
Исторически, между съседните острови и Яп е съществувала трибутарна система. Това вероятно е свързано с нуждата от стоки от високите острови, включително храна и дърва за строителство и корабостроене.